# Гратцай, Кристиан
Кристиан Гратцай (нем. Christian Gratzei; 12 сентября 1981, Леобен, Австрия) — австрийский футболист, выступавший на позиции вратаря. Игрок национальной сборной Австрии. Ныне — тренер.

## Карьера

### Клубная
Гратцай является воспитанником австрийского клуба «Леобен». В 1998 году состоялся дебют вратаря в Первой лиге Австрии. В 2001 году футболист перешёл в команду «Грацер АК», но не провёл за неё ни одного матча в чемпионате. В 2002 году Гратцай подписал контракт с клубом «Штурм» из города Граца. 8 марта 2003 года австрийский вратарь провёл свой первый матч в австрийской Бундеслиге, выйдя на поле против команды «Брегенц». Всего в сезоне 2002/03 игрок выступил в 6 матчах. Сезон 2003/04 он провёл на скамейке запасных. В следующем сезоне Гратцай провёл 24 матча в чемпионате Австрии, а в сезоне 2005/06 снова оказался в запасе.
Начиная с 2007 года, Кристиан становится основным вратарём клуба «Штурм». 16 июля 2009 года австрийский вратарь дебютировал в Лиге Европы УЕФА: он принял участие в матче против клуба «Широки Бриег» из Боснии и Герцеговины, в котором австрийцы выиграли со счётом 2:1. 28 января 2011 года Гратцей продлил контракт с клубом до конца сезона 2014/15.
После сезона 2017/18 Гратцай завершил свою футбольную карьеру.

### В сборной
Гратцай дебютировал в национальной сборной 14 октября 2009 года в матче против Франции на стадионе Стад де Франс. Во втором тайме он заменил основного вратаря, получившего травму, но его команда не смогла избежать поражения и проиграла со счётом 1:3.

## Достижения
«Штурм»
- Чемпион Австрии (1): 2010/11
- Обладатель Кубка Австрии (2): 2009/10, 2017/18